# Burkina Faso na Letnich Igrzyskach Olimpijskich 2004
Burkina Faso na Letnich Igrzyskach Olimpijskich 2004 reprezentowało 5 zawodników, 3 mężczyzn i 2 kobiety.

## Skład kadry

### Judo
- Konkiswinde Hanatou Ouelogo

Kategoria do 48 kg
1/32 finału → przegrała z Rosjanką Liubow Bruletową

### Lekkoatletyka
- Idrissa Sanou

Bieg na 100 m
1. runda eliminacji (10.33 s) → R2
2. runda eliminacji (10.43 s) → nie awansował dalej
- Aissata Soulama

Bieg na 400 m przez płotki
1. runda eliminacji (57.60 s) → nie awansowała dalej
- Olivier Sanou

Trójskok
1. runda eliminacji (15.67 m) → nie awansował dalej

### Pływanie
- Mamadou Ouedraogo

50 m stylem dowolnym
Eliminacje (30.36 s) → nie awansował dalej